# Liodytes rigida
Espèce
Synonymes
- Coluber rigidus Say, 1825
- Natrix rigida (Say, 1825)
- Regina rigida (Say, 1825)
- Natrix rigida deltae Huheey, 1959
- Regina rigida deltae (Huheey, 1959)
- Natrix rigida sinicola Huheey, 1959
- Regina rigida sinicola (Huheey, 1959)

Statut de conservation UICN

 LC  : Préoccupation mineure
Liodytes rigida est une espèce de serpents de la famille des Natricidae.

## Répartition
Cette espèce est endémique des États-Unis. Elle se rencontre en Virginie, dans l'est de la Caroline du Nord, en Caroline du Sud, dans le sud de la Géorgie, dans le Sud de l'Alabama, dans le Mississippi, dans le Sud de l'Arkansas, dans l'est du Texas, dans le sud-est de l'Oklahoma, en Louisiane et dans le nord de la Floride.

## Liste des sous-espèces
Selon The Reptile Database (2 avril 2015) :
- Liodytes rigida deltae (Huheey, 1959)
- Liodytes rigida rigida (Say, 1825)
- Liodytes rigida sinicola (Huheey, 1959)

## Publications originales
- Huheey, 1959 : Distribution and variation in the glossy water snake, Natrix rigida (Say). Copeia, vol. 1959, no 4, p. 303-311.
- Say, 1825 "1824" : Description of three new species of Coluber, inhabiting the United States. Journal of the Academy of Natural Sciences of Philadelphia, vol. 4, no 2, p. 237-242 (texte intégral).